# Vetrocoke Cokapuania
Vetrocoke Cokapuania S.p.A. era una azienda italiana che operava nel settore della produzione di coke di carbone fossile.

## Storia
Nasce dalla fusione tra Vetrocoke e Cokapuania.
Vetrocoke fondata nel 1927, dalla fusione tra Società Italiana Coke e Società Italiana Vetri e Cristalli, per la produzione di vetro, coke e concimi nello stabilimento di Porto Marghera. Nel 1968 diventa di Montedison e in seguito all'aggregazione con Cokapuania di Apuania, fondata da Edison e Montecatini. Nel 1974 passa sotto Iniziative e Sviluppo Attività Industriali S.p.A., che attraverso Cogne S.p.A., faceva capo a EGAM. In quell'anno produce 1,73 milioni di tonnellate di coke. Con DL 103/77 viene conferita a Eni (Samim S.p.A.) che nel 1980 la inquadra in Italiana Coke.
Controllava Cokitalia S.A. insieme a Italgas.

## Fonti
- https://eur-lex.europa.eu/LexUriServ/LexUriServ.do?uri=CELEX:31976D0031:IT:HTML
- http://legislature.camera.it/_dati/leg06/lavori/stampati/pdf/015_078001.pdf
- https://web.archive.org/web/20081206160306/http://www.pilkington.com/resources/dichiarazioneambientale2007.pdf